# Hermann Behn-Eschenburg

Hermann Behn-Eschenburg (ca. 1852)

Johann Christian Hermann Behn-Eschenburg (* 4. Februar 1814 in Stralsund; † 23. Januar 1873 in Fluntern, Zürich) war ein deutscher Anglist.

## Leben
Als Sohn eines Drechslers geboren, studierte Behn-Eschenburg nach dem Besuch des Gymnasiums in Stralsund Philosophie in Jena und Greifswald. Während seines Studiums wurde er 1832 Mitglied der Burschenschaft Germania Jena und 1833 der Alten Greifswalder Burschenschaft Arminia. Während der Demagogenverfolgung wurde er verdächtigt und musste nach Rügen fliehen, wo er festgenommen wurde. Das Kammergericht Berlin verurteilte ihn zu Amtsunfähigkeit und sechs Jahren Festungshaft, die er in Graudenz absaß, wie im Schwarzen Buch der Frankfurter Bundeszentralbehörde (Eintrag Nr. 90) festgehalten wurde.
Nach drei Jahren wurde er begnadigt und konnte sein Studium in Bonn fortsetzen. Er war Mitglied im Maikäferbund. Er arbeitete als Hauslehrer und als Lehrer in Bonn, besuchte Frankreich und war dann 1842 Hauslehrer in London, von wo er 1844 nach Deutschland zurückkehrte und in Dresden ein Erziehungsinstitut für junge Engländer gründete. Nach der Revolution 1848/49 flüchtete er nach Zürich, wo er 1850 an der Zürcher Kantonschule und ab 1851 als Privatdozent an der Universität Zürich tätig war. Im Jahr 1852 wurde er erster Anglistikprofessor der Universität Zürich, 1855 auch an der Eidgenössischen Technischen Hochschule Zürich. 1861 erhielt er die Ehrendoktorwürde der Universität Zürich. Behn-Eschenburg wurde 1872 emeritiert.
An seinem Grabe hielt der Theologe und Liederdichter Gottfried Kinkel die Leichenrede.
Sein Sohn Hans Behn-Eschenburg war der Generaldirektor der Maschinenfabrik Oerlikon.